# Vienna Challenger 1985
Il Vienna Challenger 1985 è stato un torneo di tennis facente parte della categoria ATP Challenger Series nell'ambito dell'ATP Challenger Series 1985. Il torneo si è giocato a Vienna in Austria dal 4 al 10 marzo 1985 su campi in sintetico indoor.

## Vincitori

### Singolare
Jonas Svensson ha battuto in finale  Alessandro De Minicis con il punteggio di 6–0, 6–1

### Doppio
Peter Carlsson /  Jonas Svensson hanno battuto in finale  Josef Čihák /  Alessandro De Minicis con il punteggio di 6–3, 6–2